# أنيسة بيتروفا
أنيسة بيتروفا هي مبارزة بالسيف أوزبكستانية، ولدت في 23 ديسمبر 1970.

## وصلات خارجية
- أنيسة بيتروفا على موقع الاتحاد الدولي للمبارزة (الإنجليزية)
- أنيسة بيتروفا على موقع أوليمبيديا (الإنجليزية)